# Stine
Stine, född Ernest Duka 29 januari 1982 i Debar (Dibra), Socialistiska republiken Makedonien, SFR Jugoslavien, är en albansk sångare, låtskrivare och kompositör.
Stine framträdde för första gången på scen år 1997. Vid Vera Fest 1999 vann han förstapriset. År 2004 ställde han upp i den första upplagan av musiktävlingen Top Fest med låten "Lady Lady". Väl i final vann han huvudpriset. Han är numer bosatt i Tirana där han har sin studio och sitt bolag Stine Records. Stine har även deltagit i Top Fest år 2006 och 2007 där han vann Webb-priset respektive bästa manliga sångare. År 2012 återvände han till Top Fest med låten "S'di të falësh" med vilken han inte lyckades ta sig till finalen. Stine är även en mycket framgångsrik låtskrivare och kompositör. Han har bland annat producerat låtar som Xhensila Myrtezajs "Edhe një herë" (Top Fest 9), Jeta Faqollis "Lojrat që ben ti" och Laura Nezhas "Edhe pse gabim" (Top Fest 9). Under hösten 2012 ställde han upp i Kënga Magjike 14 tillsammans med GB MC och Rudi Cat (Rudina Delia) och med låten "Ti je ëngjëll". I finalen fick de 500 poäng och kom på en 9:e plats. De tilldelades även priset för bästa stil. 

## Diskografi

### Singlar
- 2009 – Dashuria fillon (ft. Adelina Berisha)
- 2010 – Sa dua (ft. Skillz)
- 2010 – Kam filluar të ndjej (ft. Samanta Karavello)
- 2011 – Besoja
- 2012 – Sa m'pelqen ti (ft. Noga)
- 2012 – On Fire (ft. Etnon, Dj. Blunt & Real1)
- 2012 – Friday Night
- 2012 – Ti je ëngjëll (feat. GB MC & Rudi Cat)